# سیارک ۶۵۶۷
سیارک ۶۵۶۷ (به انگلیسی: 6567 Shigemasa، نامگذاری:1992WS) شش هزار و پانصد و شصت و هفتمین سیارک کشف شده‌است که در ۱۶ نوامبر ۱۹۹۲ کشف شد.
قدر مطلق سیارک برابر ۱۴٫۰۰ است.